# ESG Halle
Die Eisenbahnersportgemeinschaft Halle  ist ein deutscher Sportverein aus Halle (Saale). Heimstätte ist der Sportplatz Kanenaer Weg. Der Club steht in der Tradition der Reichsbahn SG Halle  sowie der  BSG Lokomotive Halle.

## Sektion Fußball

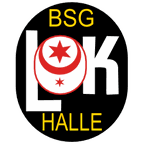
Historisches Logo von Lok Halle

Die ESG Halle wurde vor 1945 unter der Bezeichnung Reichsbahn SG Halle  gegründet. Der Club agierte bis Kriegsende innerhalb des mitteldeutschen Fußballs stets unterklassig. 1944 wurde Reichsbahn Halle gemeinsam mit Borussia Halle einmal kurzzeitig in die Gauliga Mitte integriert, welche vorzeitig abgebrochen wurde.
1945 wurde der Verein aufgelöst und als SG Kröllwitz neu gegründet. In der Folgezeit vollzog die lose Sportgruppe mit dem Einstieg des Trägerbetriebes Deutsche Reichsbahn und der anschließenden Eingliederung zur Sportvereinigung Lokomotive eine erneute Umbenennung in SG Reichsbahn Halle. Ab 1950 fungierten die Eisenbahner als BSG Lokomotive Halle-Mitte, nach einer Fusion mit der vom RAW unterstützten BSG Lokomotive Halle-Ost trat die BSG im Jahr 1955 als BSG Lokomotive Halle an.
Auf sportlicher Ebene war Lok Halle in der Spielzeit 1949/50 für eine Spielzeit in der damals zweitklassigen Landesliga Sachsen-Anhalt (Sowjetische Besatzungszone) vertreten, konnte sich aber mit dem vorletzten Platz nicht für die 1950 neu eingeführte DDR-Liga qualifizieren. Vorerst trat die BSG im Halleschen Bezirksklassenbereich an, stieg in der Saison 1959 gemeinsam mit Aktivist Amsdorf erstmals in die damals viertklassige Bezirksliga Halle auf. Die höchste Spielklasse des Bezirkes hielt Lok Halle zunächst bis 1964, eine realistische Chance zum Aufstieg zur II. DDR-Liga bzw. DDR-Liga bestand nicht. Bestes Ergebnis war die 1962 hinter Motor Köthen gewonnene Vizemeisterschaft. 
1966 gelang noch einmal die Rückkehr zur Bezirksliga, welche die Lok gemeinsam mit Chemie Greppin und Traktor Teuchern nach nur einer Spielzeit wieder verlassen musste. In den siebziger Jahren versank Lok Halle dann endgültig in der Bedeutungslosigkeit des DDR-Fußballs.
1990 vollzog der Verein eine erneute Umbenennung in ESG Halle. Die ESG war nach der Wende ausschließlich im Halleschen Lokalfußball aktiv, Aufstiege zur Fußball-Verbandsliga Sachsen-Anhalt gelangen nicht mehr. Derzeitige Spielklasse ist die Landesklasse Sachsen-Anhalt.

## Erfolge
1. Herren
- Aufstiege in die Landesklasse 1994 und 1999
- Stadtpokalsieger 2017, 2020, 2022

## Statistik
- Teilnahme Gauliga Mitte: 1944/45
- Teilnahme LL Sachsen-Anhalt (Sowjetische Besatzungszone): 1949/50
- Teilnahme Bezirksliga Halle: 1959 bis 1963/64, 1966/67